# Caller ID Spoofing
Der Begriff Caller ID Spoofing bezeichnet die Methode, mit der Anrufe unter einer für den Angerufenen vorgetäuschten rufenden Nummer geführt werden können. Dabei wird bei einer Rufnummernanzeige des angerufenen Telefons anstatt der Originalrufnummer des Anrufers eine in der Regel frei wählbare Identifikationsinformation angezeigt. Hierdurch wird es möglich, die wahre Identität des Anrufers beim Angerufenen zu verschleiern, um gegebenenfalls eine falsche Identität vorzutäuschen. Diese Möglichkeit besteht in unregulierten Kommunikationsnetzen wie dem Internet, ist aber auch in regulierten öffentlichen Netzen (z. B. VoIP- oder klassische Telekommunikations-Netze) möglich, wenngleich aufgrund der Telekommunikationsgesetze (z. B. dem deutschen TKG) verboten.

## Techniken und Funktionsweise
Seit der Einführung der Caller ID gibt es auch Wege, diese zu manipulieren. Die am meisten verbreiteten Varianten basieren entweder auf Voice-over-IP-Techniken oder der Verwendung von ISDN-Anlagenanschlüssen (DDI). Eine starke Verbreitung fand die Technik erst mit Einführung der Internet-Telefonie via Voice over IP (VoIP). Zwar gab und gibt es noch weitere Möglichkeiten, die Anrufernummer zu verfälschen, wie beispielsweise Orange-Boxing oder VoiceXML, jedoch basieren die heute meistgenutzten und einfachsten Methoden auf VoIP.
Das Caller-ID-Spoofing bei ISDN-Anlagenanschlüssen ist in der Regel nur in dem jeweiligen Rufnummernvolumen der TK-Anlage möglich, da die rufende Nummer immer in einem öffentlich regulierten Netz auf Zulässigkeit für diesen Anschluss überprüft wird (engl.: „number screening“). Darüber hinaus kann an ISDN-Anlagenanschlüssen das Leistungsmerkmal CLIP -no screening- geschaltet werden, welches es ermöglicht, dem angerufenen Teilnehmer eine beliebige Rufnummer (im Sinne von Spoofing) mitzuteilen, da diese Rufnummer nicht von der Vermittlungsstelle auf ihre Richtigkeit überprüft wird. Zusätzlich zu dieser benutzerdefinierten Rufnummer (engl.: „user provided“) wird die „echte“ Rufnummer mitgesendet (engl. „network provided“). Diese „echte“ Rufnummer lässt sich jedoch nur mit speziellen Endgeräten auslesen.
Die Rufnummernanzeige beim gerufenen Teilnehmer, dem sogenannten CLIP, muss möglich sein, um wirksam werden zu können. Wird bei einem VoIP-Anruf über das Internet ein unreguliertes Kommunikationsnetz verwendet, besteht immer die Möglichkeit, die sogenannte „display information“ (d. h. was auf dem Bildschirm des Angerufenen angezeigt wird) frei zu wählen. Diese Methode kann am einfachsten zur Manipulation genutzt werden, ohne die rufende Nummer verändern zu müssen. Soll auch die rufende Nummer verfälscht werden, sind weitergehende Änderungen der VoIP-Registrierung oder die Auswahl eines mehr oder weniger zweifelhaften VoIP-Anbieters nötig. Dabei wählt der Anrufer z. B. zuerst die Kundendienstnummer eines Anbieters für „Caller ID Spoofing“. Dieser Dienst bietet dann die Möglichkeit zur Eingabe einer Nummer, die auf dem Bildschirm des VoIP-Telefons des Empfängers angezeigt werden soll. Der Anruf wird daraufhin über den Dienstanbieter weitergeleitet. Im Internet ist eine Browser-basierte Art der Nutzung möglich, bei der nach einer Registrierung die gewünschte Nummer des Nutzers auf der Seite eingetragen wird, worauf die Weiterverbindung mit dem Empfänger erfolgt.
In regulierten öffentlichen Telekommunikationsnetzen ist dies auch an den Netzgrenzen, wie beispielsweise bei Anrufen aus dem Internet ins Festnetz, in der Regel nicht möglich, beziehungsweise durch die vor Ort geltenden Telekommunikationsgesetze unterbunden, die aus einer Fülle von Vorschriften für die Rufnummernanzeige resultieren (z. B. in Deutschland durch § 120 des TKG). Bekannt gewordenes Spoofing in regulierten öffentlichen Netzen basierte meistens auf der Nichtbeachtung der Telekommunikationsgesetze durch den jeweiligen Dienstanbieter und bestehen in der Regel nur kurze Zeit, da solche Fälle bei der jeweiligen Regulierungsbehörde (in Deutschland die Bundesnetzagentur) angezeigt werden können.

### Regulierte gegen unregulierte Netze
In einem völlig unregulierten Netz könnte jeder Teilnehmer – mit einer einfachen Software – sich als beliebiger Anrufer einer VoIP-Verbindung ausgeben und dabei auch eine beliebige Nummer übermitteln. Dies versuchen die Netzbetreiber durch entsprechende Datenfilter zu verhindern: VoIP-Verbindungen werden nur gestattet, wenn die übermittelte Nummer zur IP des sendenden Anschlusses passt oder der Betreiber den Sprachdaten des Anrufers selbst die Anrufernummer hinzufügt. Dies gilt auch für Anrufe zu anderen Anbietern (etwa von einem Telekom-Anrufer zu einem Vodafone-Teilnehmer). Ankommende VoIP-Anrufe von anderen inländischen oder auch ausländischen Anbietern dagegen können hier nicht geprüft werden.
Damit lässt sich auch die Filterung umgehen: Wenn betrügerische Anbieter in Ländern mit lascher Gesetzgebung und unregulierten Netzen ihre Router installieren (oder auch Kapazitäten anmieten), können beispielsweise Anrufe über einen solchen Spoofing-Router in Tonga geleitet werden, wo den Anrufdaten eine falsche Anruferkennung hinzugefügt wird. Ein betrügerischer Anruf etwa aus einem Callcenter in der Türkei kommt dann etwa via Tonga in Deutschland an – mit einer angeblichen deutschen Anrufernummer.
Das deutsche Telekommunikationsgesetz schreibt seit dem 1. Dezember 2021 in § 120 („Rufnummernübermittlung“) vor, dass die Übermittlung deutscher Nicht-Mobilfunknummern für aus dem Ausland eintreffende Anrufe durch die Netzbetreiber unterdrückt werden muss.

## Anwendungsgebiete
In den USA wurde ein Verfahren zur Verfälschung der „Caller ID“ erstmals 2004 frei im Internet angeboten. Der Hacker Kevin Mitnick demonstrierte dies in der Art Bell Show, indem er seine Rufidentifikation in die FBI-Hauptquartier-Nummer von Los Angeles abänderte.
Ein breites Anwendungsgebiet für ein mögliches Caller ID Spoofing ergibt sich für Journalisten, Detekteien, Rechtsanwälte und Inkassobüros, die die Technologie zu Ermittlungs- und Recherchezwecken nutzen könnten.
Caller ID Spoofing begünstigt auch telefonisches Phishing. Indem man sich mit einer falschen Identität (engl. „pretext calls“) ausgibt, versucht man, sich vertrauliche Informationen wie Passwörter, Kreditkarteninformationen und dergleichen zu beschaffen. Zunehmend treten auch Fälle von SPIT (engl.: „spam over internet telephony“) auf, bei denen Werbeanrufe nicht zurückführbar sind. Auch beim Technical Support Scam wird auf diese Weise die Nummer des Anrufenden verschleiert. Früher konnte mit dieser Technik auch eine Mailbox-Abfrage von Unbefugten getätigt werden, die keine PIN-Eingabe erfordern.
In Österreich wurden im Januar 2017 mehrere Menschen Opfer eines Betrugsfalles, in dem die Technik des Caller-ID-Spoofing eingesetzt wurde. Die Täter gaben sich dabei als Vertreter der Nationalbank aus und verlangten telefonisch Geld für die Aufhebung einer tatsächlich nicht bestehenden Kontosperre. In einem nachfolgenden Anruf wurde das Begehren durch Vorgabe einer anwaltlichen Identität unterstützt. Die Nationalbank veröffentlichte aufgrund des Vorfalles eine Warnmeldung. Rechtlich betrachtet liegt neben Betrug auch ein Verstoß gegen Telekommunikationsrecht vor.
Seit 2017 wird in der Schweiz Caller-ID-Spoofing in größerem Umfang eingesetzt, um gezielt ältere Mitmenschen zur Herausgabe ihrer Wertsachen zu bewegen. Dabei gaben sich die Täter als Polizisten aus, warnten die Opfer vor Einbrüchen in der Nachbarschaft und boten an, Wertsachen durch einen Kurier abzuholen und sicher aufzubewahren. Im Jahr 2017 erbeuteten die Täter in 19 erfolgreichen Fällen ca. 2 Mio. Schweizer Franken, mit stark steigender Tendenz.
2023 boomt Caller ID Spoofing für den Zweck von Betrug in Österreich. Die Regulierungsbehörde RTR erhielt in den zwei Monaten August und September 2023 über 4000 Fälle gemeldet. Digital-Staatssekretär Florian Tursky schickte am 2. Oktober eine Verordnung in Begutachtung, nach der die österreichischen Netzanbieter (A1, Magenta, Drei) Anrufe aus dem Ausland, die sich mit österreichischer Festnetznummer (CLIP-)präsentieren, nicht vermitteln dürfen oder die Präsentation dieser Nummer nicht erlauben.

### Telefonbetrug – Falsche Polizeibeamte
Seit 2010 agieren Callcenter aus der Türkei mit unterschiedlichen Betrugsmaschen, die bereits 2014 beim Bundeskriminalamt zur Gründung einer Projektgruppe führte, zu diesem Zeitpunkt waren schon über eine Million Geschädigte und ein Schaden von 117 Millionen Euro gemeldet worden. In der zweiten Jahreshälfte 2016 stiegen die Aktivitäten nochmals drastisch an. Dabei nutzen die Täter Caller ID Spoofing als spezielle Technik, die bei den Angerufenen die polizeiliche Notrufnummer 110 oder eine andere (echte) örtliche Telefonnummer auf dem Telefondisplay anzeigt. Die Täter melden sich nach einem vermeintlichen Einbruch in der näheren Umgebung, vorhandene Wertsachen sollen zur „Eigentumssicherung“ oder „Spurensicherung“ vorübergehend in Verwahrung genommen werden. Nach einer Variante muss nach einem tödlichen Verkehrsunfall durch einen nahen Angehörigen eine „Kaution“ zur Abwendung einer Haftstrafe oder medizinischen Versorgung gezahlt werden. Dazu soll das Opfer Wertgegenstände oder Bargeld übergeben. Oder das Opfer soll die „Polizei“ bei aktuellen Ermittlungen gegen angeblich kriminelle Bankmitarbeiter unterstützen bzw. dort aufbewahrte Vermögenswerte zur Eigentumssicherung übergeben.
Ab Juni 2016 war in Köln ein starker Anstieg an Aktivitäten festgestellt worden, bei einer Tat konnte ein Verdächtiger als Abholer aus Hannover ermittelt werden, der sich innerhalb kürzester Zeit von Bremen bis München, in Nordrhein-Westfalen und Sachsen bewegte, was die Standortdaten seines Mobiltelefons belegten. Die Betrüger riefen ihre Opfer unter falscher Identität an und gaben sich als Polizeibeamte aus. Sie behaupteten, dass das Opfer in einen Betrugsfall verwickelt sei und dass es sein Geld sichern müsse. Dazu sollten die Opfer Bargeld oder Wertgegenstände an Abholer übergeben. Die Anrufe werden aus Callcenter in der Türkei durchgeführt. Dahinter stecken zum Teil Rockergruppierungen wie Türkische Hells Angels mit Verbindungen nach Deutschland. Einer der Drahtzieher soll der berüchtigte Hells Angels Nomads Turkey Boss Neco Necati Arabaci sein. Ende 2015 flüchtete der Präsident der Hells-Angels-Charters C-Town Erkan A. von Köln nach Izmir, gegen ihn bestand ein Haftbefehl wegen Mordes. Bis 2017 entwickelte er sich in Izmir zum Geschäftsführer der Tätergruppe und wurde von seinem in Köln noch wohnhaften Bruder unterstützt, der in Deutschland weiterhin Helfer rekrutierte. Nach einer Festnahme eines Abholers in Karlsruhe im März 2017 gab dieser in der Gerichtsverhandlung an, Hangaround bei den Hells Angels zu sein und deren Auftrag gehandelt zu haben. Das Geld der Opfer wird in Deutschland von Helfern abgeholt, die die Banden-Strukturen in der Türkei nicht kennen und der Polizei daher wenig nutzen. Dieser Gruppe wurden 2018 in 2246 Fällen zugeordnet. Die Ermittlungen der Polizei waren langwierig und erforderten eine enge Zusammenarbeit der Behörden in Deutschland und der Türkei. Die Opfer der Betrüger waren vor allem ältere Menschen. Sie waren oft verunsichert und gaben das Geld aus Angst vor Strafverfolgung heraus. Bei einer Variante der Betrugsmasche wurde auf Türkei-Reisen der Geschädigten hingewiesen, auf denen man sich in irgendeiner Weise falsch verhalten hätte. Oft genug waren die Angerufenen tatsächlich bereits einmal in der Türkei. Immer wieder ließen sich verdutzte Opfer von der Geschichte der Anrufer einschüchtern, übergaben aus Angst vor Strafverfolgung an der Haustür hohe Summen Bargeld an Helfer der falschen Polizisten oder überwiesen Geld direkt in die Türkei. Eine Münchner Ermittlungsgruppe hatte eine Bande aus Antalya im Visier, deren Anrufer sich am Telefon häufig den Namen des aktuellen BKA-Präsidenten Holger Münch zulegten.
Das Geschäft der türkischen Callcenter-Mafia ist äußerst lukrativ und dürfte die Schadenssummen von altbekannten Telefonbetrügereien wie dem Enkeltrick, und vermutlich auch die Gewinne beim Drogenhandel, bei Weitem übersteigen. Die jährlichen Gewinne der Branche schätzt das Bundeskriminalamt (BKA) auf einen dreistelligen Millionenbetrag, das Geschäft boomt. Denn schnell stoßen deutsche Polizisten bei ihren Ermittlungen in der Branche an rechtliche und politische Hürden. Auf Grundlage eines zentral in Heilbronn geführten Ermittlungsverfahrens verurteilte im November 2022 das Landgericht im türkischen Izmir 67 Telefonbetrüger, die sich als Polizeibeamte ausgegeben und in Deutschland insgesamt 900.000 Euro erbeutet haben, zu insgesamt 1128 Jahren, 6 Monaten und 28 Tagen Haft sowie zu Geldstrafen in Höhe von umgerechnet 25 Millionen Euro. Der Chef der Bande bekam der Polizei zufolge eine Haftstrafe von 400 Jahren und sechs Monaten, andere zwischen sechs Monaten und 199 Jahren. Der Anführer der Bande hatte sich 2012 von Bremen in die Türkei abgesetzt und dort das Callcenter eingerichtet. Telefonisten, auch Keiler genannt, riefen von dort aus die Opfer an und gaben sich als Polizisten aus, um ihren Opfern mit erfundenen Geschichten Geld und Wertgegenstände zu entlocken. Im Dezember 2020 waren der Anführer und weitere Mitglieder bei einer Razzia in Izmir festgenommen worden. Bei Durchsuchungen in der Türkei stellte die Polizei unter anderem Geld, Gold, Fahrzeuge und Immobilien im Wert von rund 105 Millionen Euro fest. Die Bande soll für 16 vollendete und versuchte Taten in Baden-Württemberg, Rheinland-Pfalz, Nordrhein-Westfalen, Hessen und Niedersachsen verantwortlich sein.
Durch die Regelungen der Vorratsdatenspeicherung hat der Gesetzgeber den Zugriff auf Kommunikationsdaten deutlich eingeschränkt und bei Betrugstaten (wie auch beim Enkeltrick) grundsätzlich ausgeschlossen. Die Netzbetreiber dürfen die vorhandenen Standortdaten, die Bezüge zu Tatorten, Reisewegen oder Herkunft der Täter hergeben würden, nicht mehr mitteilen. Damit hat sich Deutschland zum Eldorado für Telefonbetrüger entwickelt, ohne Datenspeicherung gibt so gut wie keine Ermittlungsmöglichkeiten.

## Provider
In Amerika wird ein Caller-ID-Spoofing-Dienst beispielsweise von einem Unternehmen angeboten, das sogenannte „Spoofcards“ ausgibt, die ähnlich wie Telefonkarten ein Guthaben für eine bestimmte Gesprächsdauer besitzen und im Rahmen eines Abonnements per Kreditkarte erworben werden können. Zusätzlich stehen noch Funktionen wie Stimmverstellung und Aufnahme zur Verfügung. Dieser Dienst ist jedoch auf die USA und Kanada limitiert. Das erste Angebot für Caller ID Spoofing via VoIP in den USA tauchte 2004 auf, inzwischen existieren etliche Anbieter für diese Dienstleistung. In Deutschland gab es kurzzeitig Anfang des Jahres 2008 auch einen solchen Dienst von der Firma Visukom, jedoch musste dieser aufgrund von nicht eingehaltenen Vertragsabkommen für Netzbetreiber-Zugänge zum regulierten öffentlichen Netz wieder eingestellt werden.